# Pablo Moya Delá
Pablo Moya Delá (Mayarí Arriba, Santiago de Cuba; 7 de noviembre de 1955-Santiago de Cuba; 26 de agosto de 2021) fue un político disidente y activista por los derechos humanos cubano, miembro de la Unión Patriótica de Cuba (UNPACU).

## Biografía
Nació el 7 de noviembre de 1955 en Mayarí Arriba, Cuba. Creció en Palma Soriano en la finca cafetalera llamada “La Región” que le había dejado su abuelo. Hasta los quince años de edad ayudaba a su padre en esta finca hasta que en 1959, después del triunfo de la Revolución Cubana, se proclamó la Reforma Agraria de Cuba, por la cual le fue confiscada la finca a los abuelos de Pablo.
En este momento Pablo se alistó a la convocatoria a la Columna Juvenil del Mar, organización de futuros pescadores fundada en 1970, y de allí lo llamaron a estudiar en Academia Naval. Entre 1971 y 1975 tomó un curso de cocina y a partir de este momento trabajó 25 años de cocinero en el barco de la marina cubana.
En 1997, fue despedido de la marina, y en 1998 encontró el trabajo particular como cocinero por cuenta propia en Palma Soriano. Trabajar por cuenta propia le trajo muchos problemas legales, por lo tanto, empezó a reunir a otros trabajadores con condición similar y a preparar un documento con los requisitos y derechos solicitados para los cuentapropistas. En 2012 fue obligado a entregar su permiso de cuentapropista en Palma Soriano.

## Encarcelamiento y muerte
Pablo Moya Delá fue arrestado en septiembre de 2020 tras una protesta pública en La Habana, donde reclamó pacíficamente que "el régimen abastezca las tiendas", el fin a las elevadas multas y denunció que la población "sufre de una gran carencia". Días después de la detención fue deportado hacia Santiago de Cuba, su lugar de origen, y posteriormente llevado a la prisión de Boniato, ubicada en esa provincia oriental. Allí se contagió de COVID-19, enfermedad que pudo superar. En la cárcel fue golpeado y estuvo en huelga de hambre como protesta por los abusos. Tiempo después fue liberado bajo licencia extrapenal. A principios del mes de agosto fue trasladado al hospital en estado grave como consecuencia de la huelga de hambre que sostuvo, durante unos cuarenta días, para exigir su libertad. Falleció el 26 de agosto de 2021 en el hospital ‘Juan Bruno Zayas’, en Santiago de Cuba, a los sesenta y cinco años.